# Halogeni elementi
Halogeni elementi (lat. hals - sol i genao - stvaram) su kemijska skupina elemenata. Nalaze se u 17. skupini elemenata (staro VII ili VIIA) u periodnom sustavu: fluor (F), klor (Cl), brom (Br), jod (I), astat (At) i tenesin (Ts).  Izraz halogen spomenut je u Francuskoj u XVIII. stoljeću, a ima grčke korijene.

## Svojstva
Halogeni elementi su elementi p-bloka. Njihovi atomi imaju sedam valentnih elektrona, pa im je elektronska konfiguracija valentne ljuske ns2np5. Zbog takve elektronske konfiguracije i velike elektronegativnosti, svi halogeni elementi u spojevima s metalima imaju oksidacijski broj -1. Pozitivne neparne oksidacijske brojeve I, III, V i VII mogu imati svi osim fluora.
Zbog velike reaktivnosti, halogeni se elementi u elementarnom stanju ne nalaze kao atomi, već kao nepolarne dvoatomne molekule. Između molekula djeluju slabe van der Waalsove privlačne sile, koje postaju jače od fluora prema jodu. To je razlog da su fluor i klor pri sobnoj temperaturi plinovi, brom tekućina, a jod čvrsta tvar. Halogeni elementi čine, prema kemijskim svojstvima, skupinu najsličnijih nemetala.
| Element | Atomska masa (U) | Talište (K) | Vrelište (K) | Elektronegativnost (Pauling) |
| Fluor   | 18.998           | 53.53       | 85.03        | 3.98                         |
| Klor    | 35.453           | 171.6       | 239.11       | 3.16                         |
| Brom    | 79.904           | 265.8       | 332.0        | 2.96                         |
| Jod     | 126.904          | 386.85      | 457.4        | 2.66                         |
| Astat   | (210)            | 575         | 610 ?        | 2.2                          |
| Tenesin | (291)*           | *           | *            | *                            |